# Арридей (военачальник)
Необходимо отличать от македонского царя Филиппа III Арридея
Арридей (др.-греч. Ἀρριδαῖoς; IV век до н. э.) — македонский военачальник.
После смерти Александра Македонского Арридею было поручено организовать перевозку тела царя для погребения. Интрига вокруг захоронения Александра со стороны сатрапа Египта Птолемея, в которую был вовлечён Арридей, стала формальным поводом для начала первой войны диадохов. Птолемей опасался, что Пердикка с царской армией прибудет в Египет в составе похоронной процессии и лишит его власти. Поэтому он уговорил Арридея выступить без приказа, а сам встретил со своим войском Арридея с гробницей Александра в Сирии. На военном совете под председательством Пердикки было принято решение начать войну с Птолемеем так как, по мнению регента империи, он нарушил приказ о месте захоронения Александра и тем самым выказал неповиновение центральной власти. Во время похода Пердикка был убит. На следующий день в лагерь македонского войска прибыл Птолемей. С его подачи новыми регентами империи стали Пифон и Арридей.
Арридей не смог удержаться на должности регента империи. По одной из версий отставка Пифона с Арридеем могла быть связана с тем, что они не справились с возложенной на них властью и смутой в войске. Во время очередного раздела империи в Трипарадисе в 321/320 году до н. э. регентом стал Антипатр, а Арридей получил в управление Геллеспонтскую Фригию. На этой должности он не смог противостоять Антигону, который к 318 году до н. э. изгнал Арридея из его владений.

## Биография

### Организация похоронной процессии гробницы Александра

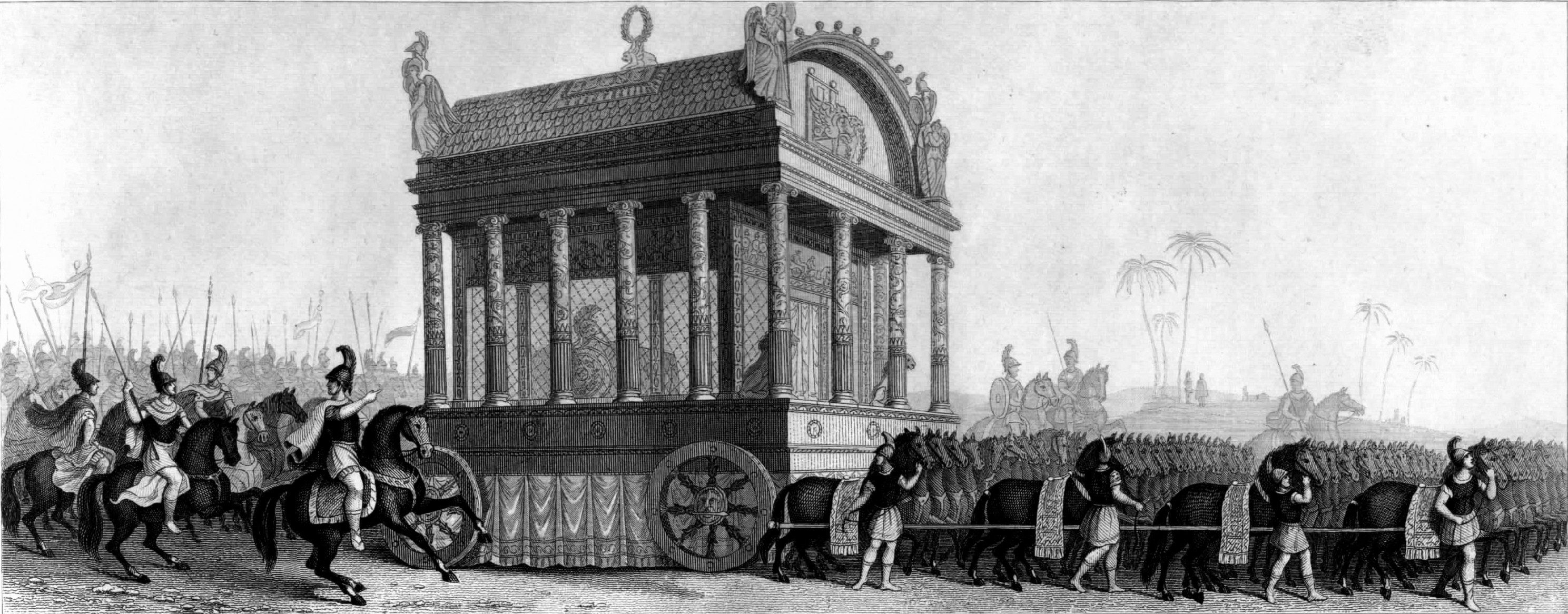
Похоронная процессия с гробом Александра. Гравюра XIX века

Арридей происходил из знатного македонского рода. Согласно данным эпиграфики его отца звали Александр. Также, возможно, у него был брат Амфимах.
В античных источниках нет информации об участии Арридея в походах Александра Македонского. Несомненно, что в 323 году до н. э. он находился в Вавилоне и был свидетелем событий, которые произошли непосредственно после смерти Александра. Новый регент Македонской империи Пердикка поручил Арридею перевезти тело Александра в храм Амона в оазисе Сива для погребения.
Арридей не сильно спешил с возложенной на него задачей. Для перевозки тела Александра лучшие мастера империи изготовили целое сооружение, на постройку которого «было потрачено много талантов». Перевозка тела царя стала причиной конфликта между военачальниками Александра. Сатрап Египта Птолемей убедил Арридея выступить без приказа регента империи Пердикки. Правитель Египта опасался, что Пердикка с царской армией будет сопровождать гробницу. В таком случае он смог бы без боя с армией оказаться во владениях Птолемея и лишить его власти. Такое самоуправство со стороны Птолемея и Арридея было актом явного неповиновения против центральной власти Македонской империи. Пердикка приказал своим военачальникам Атталу и Полемону выкрасть тело и не допустить его перевозку в Египет. Однако их миссия оказалась неудачной. Птолемей со своими войсками выступил навстречу Арридею в Сирию, где торжественно принял гробницу для дальнейшего захоронения в Александрии. На военном совете Пердикка объявил, что Птолемей нарушил приказ царей относительно места захоронения Александра. Также он поднял вопрос о неповиновении правителя Македонии Антипатра. Пердикка указывал, что врагов следует разбить поодиночке, до того как они объединят свои силы. На военном совете было принято решение напасть сперва на Египет.

### Регент Македонской империи

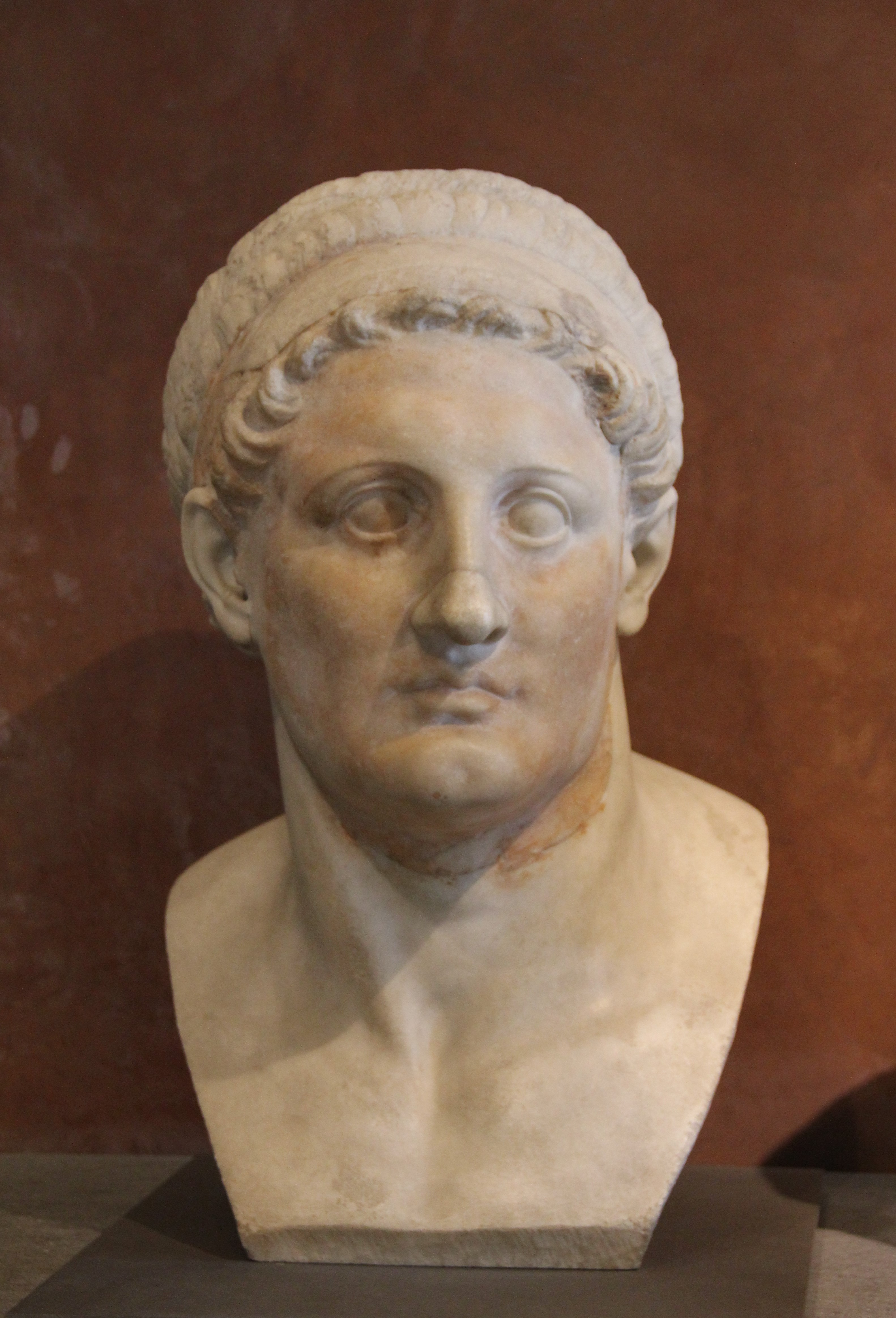
Арридей стал регентом Македонской империи при содействии сатрапа Египта Птолемея
Античный бюст Птолемея. Лувр, Париж

Во время похода в Египет Пердикка был убит собственными военачальниками в 321/320 году до н. э. Античные источники приводят разные варианты этого события. Уже на следующий день в лагерь явился правитель Египта Птолемей. При содействии правителя Египта новыми регентами Македонской империи стали Пифон и Арридей. Во избежание конфликта с наиболее влиятельными военачальниками империи Антипатром и Антигоном Птолемей решил не претендовать на этот пост, а выдвинул на него своих менее влиятельных протеже, среди которых оказался и Арридей.
Смерть Пердикки создала определённый вакуум власти в империи. Пифон с Арридеем были, по факту, избраны временными регентами. Остаётся неясным, был ли их статус временным или постоянным. О распределении их полномочий ничего достоверно неизвестно. Возможно, что Пифон руководил имперской конницей, а Арридей — пехотой. За то короткое время как Пифон с Арридеем занимали один из наивысших постов в Македонской империи, они успел принять как минимум одно важное решение. Эвмен, Алкета и другие сторонники Пердикки, общей численностью в пятьдесят человек, были объявлены вне закона и подлежали казни.
Не все диадохи были довольны назначением Пифона и Арридея регентами империи. Они боялись усиления влияния Птолемея, который оказал им протекцию. Также к этому времени относится конфликт между Пифоном и Арридеем и женой царя Филиппа III Арридея Эвридикой. Честолюбивая царица вмешивалась в политические процессы, а также потребовала передачи полноты власти её слабоумному супругу, на которого имела непосредственное влияние. По утверждению Диодора, Пифон с Арридеем «созвали заседание совета и подали в отставку; после чего македоняне избрали Антипатра опекуном с полной властью». По мнению С. В. Смирнова, это утверждение выглядит неправдоподобным. Историк считал, что отставка Пифона и Арридея могла быть вызвана тем, что военачальники не справились с возложенной на них властью и смутой в войске.

### Сатрап Геллеспонтской Фригии

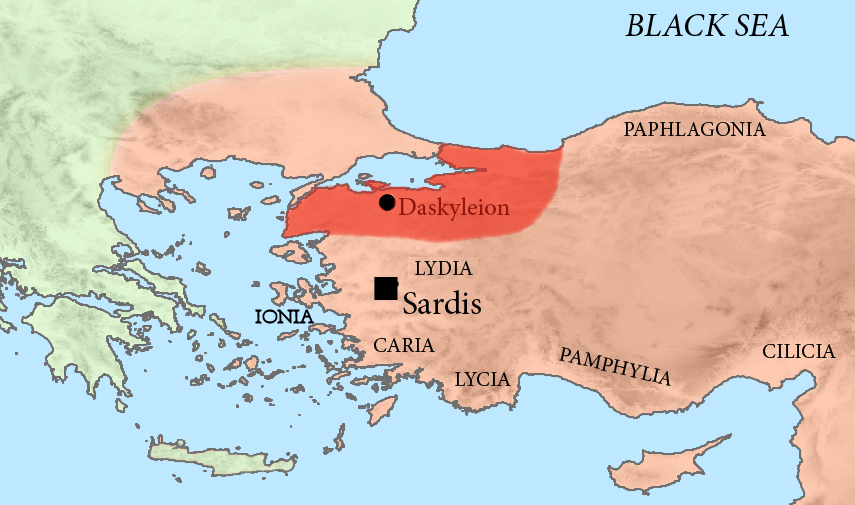
Ориентировочные границы сатрапии Арридея Геллеспонтской Фригии

Во время нового раздела сатрапий в Трипарадисе в том же году Арридей получил в управление Геллеспонтскую Фригию вместо погибшего во время Ламийской войны Леонната.
В 319 году до н. э. после смерти престарелого Антипатра Антигон вознамерился при помощи силы отстранить от власти всех азиатских сатрапов и передать их посты своим друзьям. Для Антигона было крайне важным завладеть Геллеспонтской Фригией, так как она открывала ему беспрепятственный проход в Европу. Арридей, узнав об этом замысле, принял решение усилить безопасность своей сатрапии и ввести гарнизоны во все наиболее значимые полисы, остававшиеся независимыми.

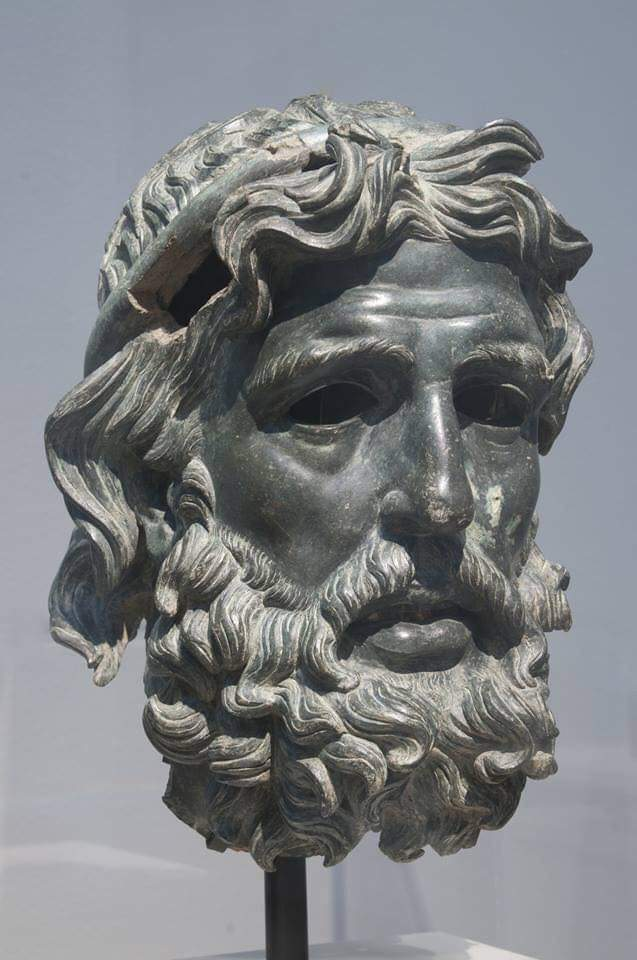
Предполагаемый бюст Антигона I Одноглазого, который лишил Арридея власти

Особое внимание Арридея было направлено на стратегически важный Кизик, который располагался на полуострове. Сначала он попытался подчинить город с помощью местного политика Тимея, который получал от Арридея деньги и хлеб, а затем раздавал горожанам. Попытка Тимея совершить переворот провалилась. Тогда в 319 году до н. э. Арридей направил к городу крупное войско, состоявшее, согласно Диодору Сицилийскому, из десяти тысяч наёмников, тысячи македонян, пятисот персидских лучников и пращников, а также восьмисот всадников. По мнению И. Г. Дройзена, данные Диодора относились ко всем войскам Арридея, часть из которых отправили к Кизику. Так как появление армии сатрапа Геллеспонтской Фригии оказалось неожиданным, в Кизике оказалось не так много жителей. Бо́льшая часть горожан находилась на своих полях на материке. Арридей потребовал от горожан сдаться и принять гарнизон. Жители Кизика пошли на хитрость. Они пообещали принять все требования Арридея после Народного собрания. Во время перемирия в город не только вернулись жители с материка, но также были снаряжены корабли в Византий с просьбой о помощи. Кроме войск из Византия гарнизон Кизика был пополнен мобилизованными рабами. Во время осады пало много воинов Арридея, из-за чего тот был вынужден ретироваться.
Нападение на формально свободный полис давало Антигону, который был не только сатрапом Великой Фригии и Ликии, но и занимал пост стратега македонских войск в Азии, формальный повод начать войну против Арридея. Он направился к Кизику с войском в 20 тысяч пехоты и 3 тысячи всадников, но опоздал. К тому моменту, когда Антигон подошёл к Геллеспонту, Арридей уже снял осаду. Тогда Антигон отправил послов к Арридею с требованиями сложить полномочия. Официально Антигон выдвинул обвинения в том, что Арридей посмел беспричинно напасть на союзный греческий город, не совершивший никакого проступка, а вверенную ему сатрапию хотел обратить в своё частное владение. Арридей отказался выполнить требование Антигона и уходить со своего поста. Арридей передал послам, что это не он, а Антигон мятежник и враг государства. Также он подчеркнул, что Антигон не обладает правом творить суд в империи. После этого Арридей направил часть своей армии для помощи осаждённому войсками Антигона в крепости Нора Эвмену и предложил ему союз.
Антигон не дал возможности Арридею заручиться поддержкой правителей соседних сатрапий и регента Македонской империи Полиперхона, приказав своим войскам начать наступление на Геллеспонтскую Фригию. Арридей вначале отступил в Киос, а затем, в 318 году до н. э., был вынужден бежать из своей сатрапии, которая перешла в управление Антигона. Диодор Сицилийский упоминает Арридея в связи с событиями 317 года до н. э., когда он со своими воинами присоединился к армии Клита, военачальника на службе Полиперхона. Несомненно, что Арридей участвовал в сражениях против Антигона, в том числе и при Византия, где был уничтожен весь флот Клита, а сам военачальник погиб. Возможно, после смерти Клита Арридей перешёл на службу к Антигону. Во всяком случае одна из надписей Эретрии 303/302 года до н. э. упоминает Арридея, сына Александра, на службе у Антигона и его сына Деметрия.